# Chewbacca
Chewbacca este un personaj ficțional din saga Războiul stelelor din specia wookie și un prieten de încredere al lui Han Solo.

## Legături externe
- Site web oficial
- Chewbacca la Wookieepedia: un wiki Războiul stelelor